# Canton d'Excideuil
Le canton d'Excideuil est une ancienne division administrative française située dans le département de la Dordogne, en région Aquitaine.
Avec le redécoupage cantonal de 2014, Excideuil est devenu le bureau centralisateur du nouveau canton d'Isle-Loue-Auvézère.

## Historique
Le canton d'Excideuil, écrit dans un premier temps « canton d'Exideuil », est l'un des cantons de la Dordogne créés en 1790, en même temps que les autres cantons français. Composé initialement de onze communes (Aulhiac, Clermont, Excideuil, Preissac, Saint Germain, Saint Jory, Saint Martial, Saint Martin, Saint Medard, Saint Pantaly et Saint Raphaël), il est d'abord rattaché au district d'Excideuil, jusqu'en 1795, date de suppression des districts. En 1801, il est rattaché à l'arrondissement de Périgueux. Il s'agrandit alors en récupérant quatre communes (Genis,  Saint-Mesmin, Saint-Trie et Salagnac) du canton de Genis qui est supprimé.
De 1833 à 1848, les cantons de Hautefort et d'Excideuil avaient le même conseiller général. Le nombre de conseillers généraux était limité à 30 par département.

### Redécoupage cantonal de 2014-2015
Par décret du 21 février 2014, le nombre de cantons du département est divisé par deux, avec mise en application aux élections départementales de mars 2015. Le canton d'Excideuil est supprimé à cette occasion. Treize de ses quatorze communes sont alors rattachées au canton d'Isle-Loue-Auvézère (bureau centralisateur : Excideuil), la dernière (Sainte-Trie) étant rattachée au canton du Haut-Périgord Noir (bureau centralisateur : Thenon).

## Géographie
Ce canton était organisé autour d'Excideuil dans l'arrondissement de Périgueux. Son altitude variait de 120 m (Saint-Pantaly-d'Excideuil) à 415 m (Saint-Mesmin) pour une altitude moyenne de 222 m.

## Représentation

### conseillers généraux de 1833 à 2015
| Période | Période                   | Identité                               | Étiquette                   | Qualité |
| ------- | ------------------------- | -------------------------------------- | --------------------------- | --- |
| 1833    | 1839                      | Thomas-Robert Bugeaud de la Piconnerie | Majorité ministérielle`     | Général Gouverneur général de l'Algérie Député de la Dordogne (1831-1848) Député de Charente-Inférieure (1849)                                             |
| 1839    | 1855                      | Jean-Baptiste Chavoix                  | Centre gauche               | Docteur en médecine à Excideuil Député (1848-1849, 1878-1881) Conseiller municipal d'Excideuil                                                             |
| 1855    | 1861 (décès)              | Adrien de Bar                          | Monarchiste                 | Général, sénateur (1852-1861) |
| 1861    | 1868 (décès)              | Charles Bugeaud de la Piconnerie       |                             | Lieutenant de chasseurs dans la Garde impériale Propriétaire, consul de France en Géorgie                                                                  |
| 1869    | 1890 (décès)              | Sylvain Combescot                      | Constitutionnel Républicain | Maître de forge Maire de Saint-Mesmin (1870-1883) |
| 1891    | 1925                      | Émile Pichon-Vendeuil                  | RG                          | Maire de Saint-Martial-d'Albarède (1878-1935), conseiller d'arrondissement                                                                                 |
| 1925    | 1937                      | Albert Roche                           | Rad.                        | Professeur d'agriculture Maire de Génis Député (1934-1936)                                                                                                 |
| 1937    | 1942 (démission d'office) | Camille Bedin                          | SFIO                        | Négociant en tissus Député (1936-1942) Révoqué par le Gouvernement de Vichy                                                                                |
|         |                           |                                        |                             | |
| 1945    | 1951                      | Albert Ducongé                         | PCF                         | Industriel, dirigeant de fonderies à Excideuil |
| 1951    | 1967 (décès)              | Noël Clergerie                         | Rad.                        | Industriel, agriculteur-exploitant, maire de Génis |
| 1967    | 1970                      | Jean Rebière                           | Rad.                        | Exploitant agricole Maire d'Excideuil (1957-1977) |
| 1970    | 1984 (décès)              | Charles Pagnon                         | PCF                         | Journaliste Maire de Saint-Martial-d'Albarède (1975-1984)                                                                                                  |
| 1984    | 1988                      | Jacques Détivaud                       | DVD sout RPR                | Agriculteur Adjoint au Maire de Saint-Pantaly-d'Excideuil                                                                                                  |
| 1988    | 2008                      | Henri Faure                            | PCF                         | Agriculteur Maire d'Anlhiac (1977-2001) |
| 2008    | 2012 (décès)              | Rémy Bernier                           | PS                          | Gérant de société Maire de Saint-Jory-las-Bloux (2001-2012)                                                                                                |
| 2012    | 2015                      | Annie Sedan                            | PS                          | Directrice d'école retraitée Conseillère municipale d'Excideuil (2008-2014) Maire d'Excideuil (2014-2020) Élue en 2015 dans le canton d'Isle-Loue-Auvézère |

### Conseillers d'arrondissement (de 1833 à 1940)
| Période                                  | Période      | Identité                              | Étiquette   | Qualité |
| ---------------------------------------- | ------------ | ------------------------------------- | ----------- | --- |
| Les données manquantes sont à compléter. |              |                                       |             | |
| 1833                                     | 1836 (décès) | Aubin Barbary de Langlade             | Libéral     | Ancien officier de cavalerie, ancien conseiller général, ancien député (1815 et 1817-1822), propriétaire à Excideuil |
| 1836                                     | 1839         | Jean Chavoix                          |             | Notaire, maire d'Excideuil                                                                                           |
| 1839                                     | 1842         | Jacques Devaux-Lacombe                |             | Juge de paix à Excideuil                                                                                             |
| 1842                                     | 1844 (décès) | Marc Aubin Barbary de Langlade        |             | Juge de paix à Excideuil                                                                                             |
| 1845                                     | 1852         | Sicaire Cyprien Pouquet               |             | Négociant, agriculteur, maire de Saint-Martial-d'Albarède                                                            |
| 1852                                     | 1858         | Jean Augustin Gay                     |             | Propriétaire à Saint-Martin-le-Vieux, maire d'Excideuil                                                              |
| 1858                                     | 1871         | Adrien Debrégeas-Laurénie (1810-1890) | Républicain | Propriétaire à Excideuil                                                                                             |
| 1871                                     | 1877         | Albert Verdeney                       |             | Docteur en médecine à Excideuil                                                                                      |
| 1877                                     | 1883         | Adrien Debrégeas-Laurénie             | Républicain | Propriétaire à Excideuil, maire de Saint-Germain-des-Prés                                                            |
| 1883                                     | 1891         | Émile Pichon-Vendeuil                 | Républicain | Maire de Saint-Martial-d'Albarède (1878-1935)                                                                        |
| 1892                                     | 1928         | Nicolas Gustave Debrégeas-Laurénie    | Républicain | Notaire, juge de paix à Tulle (Corrèze), maire de Génis                                                              |
| 1928                                     | 1940         | Joseph Célerier                       | SFIO        | Agriculteur, maire de Preyssac-d'Excideuil Révoqué par le Gouvernement de Vichy                                      |
| 1940                                     |              |                                       |             | Les conseils d'arrondissement ont été suspendus par la loi du 12 octobre 1940 et n'ont jamais été réactivés          |

Sources : "Annuaires et calendriers 1789-1842 " sur le site des archives départementales de la Dordogne. https://archives.dordogne.fr/r/72/fonds-imprimes/annuaires-et-calendriers?arko_default_6076b1c79b335--ficheFocus=

## Composition
Le canton d'Excideuil regroupait quatorze communes et comptait 5 711 habitants (population municipale) au 1er janvier 2011.
| Communes                  | Population (2012) | Code postal | Code Insee |
| ------------------------- | ----------------- | ----------- | ---------- |
| Anlhiac                   | 293               | 24160       | 24009      |
| Clermont-d'Excideuil      | 250               | 24160       | 24124      |
| Excideuil                 | 1 184             | 24160       | 24164      |
| Génis                     | 475               | 24160       | 24196      |
| Preyssac-d'Excideuil      | 161               | 24160       | 24339      |
| Sainte-Trie               | 119               | 24160       | 24507      |
| Saint-Germain-des-Prés    | 523               | 24160       | 24417      |
| Saint-Jory-las-Bloux      | 260               | 24160       | 24429      |
| Saint-Martial-d'Albarède  | 490               | 24160       | 24448      |
| Saint-Médard-d'Excideuil  | 554               | 24160       | 24463      |
| Saint-Mesmin              | 258               | 24270       | 24464      |
| Saint-Pantaly-d'Excideuil | 159               | 24160       | 24476      |
| Saint-Raphaël             | 112               | 24160       | 24493      |
| Salagnac                  | 873               | 24160       | 24515      |

## Démographie
| 1962  | 1968  | 1975  | 1982  | 1990  | 1999  | 2006  | 2011  | 2012  |
| ----- | ----- | ----- | ----- | ----- | ----- | ----- | ----- | ----- |
| 7 289 | 6 951 | 6 788 | 6 271 | 5 945 | 5 677 | 5 892 | 5 711 | 5 666 |